# Tân Vinh, Đại Đồng

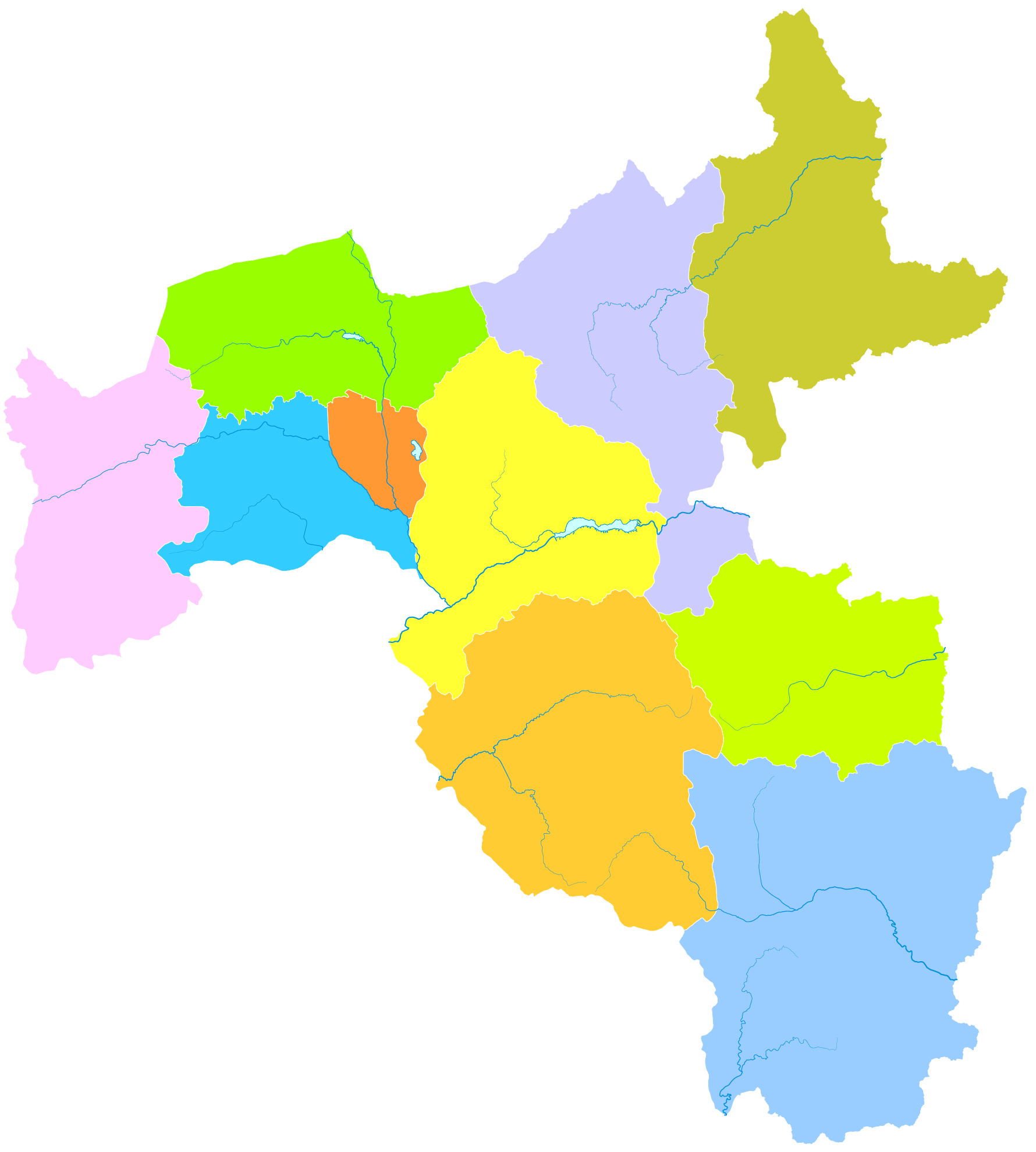
Bản đồ Datong City, Shanxi, China.

Tân Vinh (chữ Hán giản thể: 新荣区, âm Hán Việt: Tân Vinh khu) là một quận thuộc thành phố Đại Đồng, tỉnh Sơn Tây, Cộng hòa Nhân dân Trung Hoa. Quận Tân Vinh có diện tích 1.102 km², dân số 110.000 người. Quận Tân Vinh nằm ở tây bắc Đại Đồng, ở khu vực cực bắc của Sơn Tây. Quận này được chia thành các đơn vị hành chính gồm 2 trấn, 10 hương.
- Trấn: Tân Vinh, Cổ Điếm (chuyển từ quận cũ Nam Giao ngày 09/2/2018).
- Hương: Cự Tường, Bảo Tử, Tây Thôn, Thượng Thâm Gian, Phá Lỗ Bảo, Đông Thắng Trang, Quách Gia Diêu, Hoa Viên Truân, Trấn Xuyên Bảo, Hộ Bộ.